# Pair (Francie)

Heraldická koruna vévody s pokrývkou paira.

Pair ([pɛːr]IPA; francouzsky Pairie de France z lat. par „stejný“, „rovný“) byl čestný titul označující od 13. století politicky privilegované členy vysoké šlechty ve Francii. Anglická podoba titulu je peer. Status francouzských pairů byl nejvyšší v rámci francouzské šlechty. 

## Charakteristika
Původně bylo ustanoveno 12 pairů (v době Karla Velikého). Titul byl propůjčován králem. Titul byl poprvé zrušen v roce 1789 na počátku Francouzské revoluce, avšak znovuzaveden již během restaurace Bourbonů v Chartě z roku 1814. Roku 1831 byla zrušena dědičná podoba titulu, nicméně stav byl nadále zachován doživotně, dokud nebyl titul definitivně zrušen při únorové revoluci v roce 1848.

## Znaky původních pairů

Arcibiskup remešský
Biskup laonský[p 1]
Biskup langreský
Biskup beauvaiský
Biskup châlonský
Biskup noyonský[p 2]
Vévoda normandský
Vévoda z Guyenne
Vévoda burgundský
Hrabě flanderský
Hrabě z Champagne
Hrabě z Toulouse